# Manal Cali
Manal Cali (nascida em 2 de fevereiro de 1986) é uma jogadora de basquetebol feminino da Somália que jogou pela selecção feminina.

## Carreira
Manal Cali nasceu na Somália em 2 de fevereiro de 1986 e tem três irmãos e três irmãs. Ela foi educada no Reino Unido na Northampton School for Girls. Cali estudou no Tallahassee Community College, nos Estados Unidos, e disputou 13 jogos pela equipa de basquetebol feminino na temporada 2006-07 da Divisão I da Associação Atlética do National Junior College (Conferência de Panhandle). Em sua primeira temporada, ela marcou oito golos de campo. Ela jogou 28 vezes por Tallahassee novamente na temporada de 2007-08 e detém a maior percentagem de golos de campo de todos os tempos.
Cali frequentou a Universidade de Montevallo, onde estudou por um grau com especialização em sociologia e menor em alemão. Ela jogou para a equipa de basquetebol Montevallo Falcons. Na temporada 2008-09, ela jogou em 28 jogos, com média de 5,9 pontos e tendo a melhor percentagem de lances livres na equipa. Ela também jogou na temporada 2009-10. Ela foi elegível para o draft da Women's National Basketball Association de 2008, mas não foi seleccionada.
Cali jogou pela equipa nacional de basquetebol feminino da Somália na sua primeira partida, uma derrota por 90 a 24 para a equipa nacional de basquetebol feminino do Egipto nos Jogos Pan-árabes de Doha, em 8 de dezembro de 2011. Ela jogou como centro ou power forward e usou o número 15. A equipa somali treina na Academia de Polícia de Mogadíscio. Apesar de ser o segundo desporto mais popular na Somália, a participação feminina no basquetebol é contestada por alguns. As mulheres devem viajar para a sua formação em burcas, jogando os seus jogos em fatos de treino com toalhas cobrindo as suas cabeças.  A equipa recebeu ameaças de morte do grupo extremista islâmico Al-Shabaab. Cali recebeu um prémio em um evento em Londres organizado pela Federação Somali de Associações Desportivas pelo seu papel na equipa.
Mais tarde, Cali voltou ao Reino Unido e jogou pelo Northants Lighting nas temporadas 2014–15 e 2015–16 da Conferência Norte da Divisão Feminina de Basquetebol da Inglaterra. A temporada de 2014-15 foi a primeira vez em que os clubes competiram.